# Max Sänger
Max Sänger, född 14 mars 1853 i Bayreuth, död 12 januari 1903 i Prag, var en tysk läkare.
Sänger studerade medicin i Würzburg och Leipzig, blev 1876 medicine doktor vid Leipzigs universitet, 1881 privatdocent i obstetrik och gynekologi där, 1890 extra ordinarie professor i nämnda ämnen där samt 1899 ordinarie professor i samma ämnen vid Karlsuniversitetet i Prag. Han var en av sin tids främsta forskare inom sina ämnen och publicerade i ett mycket stort antal vetenskapliga artiklar resultaten av sin omfattande verksamhet.